# Регенсбургское сражение
Регенсбургское сражение (фр. Bataille de Ratisbonne) — сражение, произошедшее между французской и австрийской  армиями 19—23 апреля 1809 года во время Войны пятой коалиции.
C 20 апреля Наполеон предпринял серию маневров, призванных разрезать австрийскую армию надвое: в битве при Абенсберге эрцгерцог Карл был отделен от корпуса Гиллера. В сражении при Ландсхуте 22 апреля французам не удалось окончательно окружить Карла, которому удалось выбраться из города с частью своей армии. Сражение при Экмюле в ночь с 22 на 23 освободило корпус Даву от угрозы корпуса Лихтенштейна. Эти последовательные поражения ослабили австрийскую армию, которая приближалась к Регенсбургу, чтобы переправиться на левый берег Дуная. Установив в ночь с 22 на 23 апреля мост из лодок вверх по течению, эрцгерцог Карл организовал отступление своих войск и эвакуацию города. 
23-го Наполеон направил к Регенсбургу корпуса Даву и Ланна. Эти силы пользуются поддержкой баварских войск Лефевра, которые действуют на западе. Около 9:00  две кирасирские дивизии (10 000 сабель) генерала Этьена Нансути начали бой с австрийской кавалерией, которая смогла удерживать их почти три часа, чтобы облегчить отступление австрийской армии через реку. Только тогда французы обнаружили понтонный мост, но его последние защитники смогли перерезать канаты.
Наполеон приказал маршалу Ланну взять город штурмом. Он открыл артиллерийский обстрел, в то время как легкая пехота вступила в бой с австрийскими войсками в пригородах. Три хорошо подготовленные атаки на стены были отражены гарнизоном с большими потерями для французов. Когда в четвертый раз его солдаты отказались лезть на стены, Ланн, схватив штурмовую лестницу, со словами: «Я покажу вам, что был гренадером прежде, чем стать маршалом!», стал приближаться к стенам, но был оттеснён адъютантами. Тем не менее, этот поступок, как принято считать, вдохновил его бойцов. Несколько часов бушевал уличный бой, пока французы не смогли захватить и начать грабить южную часть города. К 21:00 город и мост оказались в руках французов. Вскоре северный берег Дуная был занят авангардом маршала Лефевра, и дорога на Вену была открыта.
Потери французов оцениваются в полторы — две тысячи человек убитыми и ранеными при 6 000 убитых, раненых и пленённых австрийцев. Во время боя сам Наполеон был ранен пулей в лодыжку.
После  битвы Наполеон отдал следующий приказ по армии:
Воины!
Вы оправдали мои ожидания, вы мужеством заменили недостаток в числе, вы со славой показали разницу, которая существует между солдатами Кесаря и армией Ксеркса.
В течение немногих дней мы остались победителями в сражениях Таннском, Абенсбергском и Экмюльском, в битвах под Пейсингом, Ландсхутом и Регенсбургом. Сто орудий, сорок знамён, пятьдесят тысяч пленных, три тысячи повозок с багажом, амуничные и боевые ящики всех неприятельских полков — вот трофеи быстрых, совершённых вами переходов и вашего мужества…
Менее чем через месяц мы будем в Вене!